# Megamelanus terminalis
Megamelanus terminalis är en insektsart som beskrevs av Metcalf 1923. Megamelanus terminalis ingår i släktet Megamelanus och familjen sporrstritar. Inga underarter finns listade i Catalogue of Life.